# Municipio de Juniata (condado de Perry)
El municipio de Juniata  (en inglés: Juniata Township) es un municipio ubicado en el condado de Perry en el estado estadounidense de Pensilvania. En el año 2020 tenía una población de 1.537 habitantes y una densidad poblacional de 28,2 personas por km².

## Geografía
El municipio de Juniata se encuentra ubicado en las coordenadas 40°31′00″N 77°10′59″O / 40.51667, -77.18306.

## Demografía
Según la Oficina del Censo en 2000 los ingresos medios por hogar en la localidad eran de $47,174 y los ingresos medios por familia eran $48,967. Los hombres tenían unos ingresos medios de $30,925 frente a los $24,306 para las mujeres. La renta per cápita para la localidad era de $18,859. Alrededor del 5,5% de la población estaban por debajo del umbral de pobreza.